# Propebela verrilli
Propebela verrilli é uma espécie de gastrópode do gênero Propebela, pertencente a família Mangeliidae.